# Nikolsburgi ábécé
A nikolsburgi rovásírásos ábécé a székely–magyar rovásírás jelkészletének első ismert lejegyzése. Az egy oldalnyi írás egy pergamenlapon található, mely egy 1483-ban kinyomtatott könyv hátsó lapjaként őrződött meg a Dietrichstein hercegek könyvtárában a Csehországhoz tartozó Mikulov (németül Nikolsburg) városában. A Dietrichstein-könyvtár 1933-ban árverésre került Luzernben s ez alkalommal a Magyar Nemzeti Múzeum megvásárolta, jelenleg az Országos Széchényi Könyvtárban található.
A lap eredetileg a 15. század közepe táján egy kódex hátsó táblájának belső borítója volt. Az ábécé fölött az „A székelyek betűi, ahogyan fába róják” jelentésű felirat áll. Ezt követi 46 rovásjel, köztük több összetett is, majd az „amen” szó székely–magyar rovásbetűkkel leírva. Jakubovich Emil, a Nemzeti Múzeum könyvtárának igazgatója írt egy ismertető tanulmányt az ábécéről, amelyet 1935-ben közölt a Magyar Nyelv.
Szelp Szabolcs a közelmúltban tisztázta az írásemlék készítésének néhány adatát. Megtalálta ugyanis azt az ősnyomtatványt, amely ezt a lapot tartalmazta s amelytől a megvásárlásakor különválasztották. Megállapította, hogy a Nikolsburgi ábécé nem a kötéstáblában rejtőző, egy régebbi kódexből származó külön lap volt, hanem magának az ősnyomtatványnak a hátsó védőlapja. Ebből következően nem 1483 előtt keletkezett (ekkor készült az ősnyomtatvány), hanem utána (meghatározása szerint 1490 és 1526 között). Az írásemlék lejegyzője egy magyarul is beszélő, a magyar királyi udvarban járatos cseh, bizonyos Philip de Penczicz volt, aki érdeklődött Magyarország és a magyarok iránt, s az ismerősei közé tartoztak a magyar királyi udvar humanista tudósai és tisztségviselői.
Az ábécéként emlegetett jelsor egyetlen vegyes listában elsősorban betűket és szótagjeleket tartalmaz, de szerepel benne az "us" (ős), valamint "nt" (ten "isten") szójel és a "tprus" (tapar us "szabír ős") mondatjel is. Végül egy egyszavas szövegmutatványt is megad („amen”). A szótagjelek többnyire ligatúrák, azaz betűösszevonások, de van közöttük olyan is, amelyiknél nem, vagy csak nehezen ismerhetők fel az alkotóelemek.

## Eredet
Vékony Gábor szerint a Nikolsburgi ábécé egy rovásnaptár ábécéje volt. Ezt a véleményt megerősíti Rumi Tamás felismerése, miszerint az a tény, hogy a Nikolsburgi ábécét tartalmazó lap alsó felén héber betűkkel is a hónapok nevei szerepelnek, megerősíti annak a feltételezését, hogy a Nikolsburgi ábécé is egy naptárral volt kapcsolatos.
Vékony Gábor szerint az ábécé lejegyzője Janus Pannonius lehetett.

### Németh Gyula értékelése
A nikolsburgi ábécé közli a székely betűket, amelyeket Németh Gyula ismertet.
„Az athy és echech jelek nagyjában a többi ábécék ty jeleivel egyeznek … Hogy vajjon e két betű közül az egyik az aty, a másik az ety jelölésére szolgált-e, vagy pedig itt egyszerűen a ty jel két változatával van-e dolgunk, esetleg hogy az echech jelzést nem kell-e komolyan venni, azt jelenleg teljes világossággal látni nem lehet.”
A nikolsburgi ligatúrák közé tartozik az "st" jel, amelyet az "s" és a "t" jeléből állítottak össze. 
A nikolsburgi szójelek közé tartozik az "us" jel is, amelyről Németh Gyula a következőket írja: "Rejtelmes – legalább egyelőre – a nikolsburgi ábécé us jele is".

### Vékony Gábor értelmezése
Néhány betű eredete:
- A székely-magyar rovás  "us" jel a kárpát-medencei rovás  "s" betűjének leszármazottja.[7]
- A székely-magyar rovás  K (az emlékben "ek") a Sztyeppei rovás  ZÁRT Q-ból származik.
- A székely-magyar rovás NYÍLT K (az emlékben "ac") a kárpát-medencei rovás NYÍLT K-ból származik.[7]

### Alternatív értelmezések

#### A Nikolsburgi ábécé szójeleiről
Vékony Gábor, Máté Zsolt, Simon Péter és Szekeres István egyetért abban, hogy a Nikolsburgi ábécében szójel is található. Abban azonban többnyire eltér a véleményük, hogy melyik jel az és mi a jelentése. Az eddigi feloldási kísérletek világossá teszik, hogy csak egy komplex elemzés vezethet eredményre, amely tekintettel van a jelek képi tartalmára és ősvallási jelentőségére is. 
Az "us" az ős szójele, a Tejút hasadékában karácsonykor kelő napistent ábrázolja (a napistent egy függőleges egyenes, a székely írás "sz" betűjének elődje, a szár "úr" szójele jelöli az "us" jel belsejében). Az "us" jel azért jelöli éppen az ős szavunkat, mert az ősvallás szerint a magyar nép és uralkodó dinasztiája a napistentől származik. Az 1400-as években a latin ábécénk hiányosságai miatt az ős szavunkat még csak us, vagy vs alakban rögzítették. A népi hieroglifák között az égigérő fa csúcsán, esetleg törzsén; vagy pedig a tulipán középső szirmaként jelenik meg. Legismertebb ilyen alkalmazása az énlakai "egy usten" ligatúrákban található. A keresztény jelképek között a mandorla felel meg neki.
Simon Péter állapítja meg, hogy a "tprus" jel a napisten jelképe; s hogy a jel hangértéke - magánhangzók közbeiktatásával - a felkelő Nap nevének a székelyek ősei által használt változata volt. Varga Géza pontosította a tprus hangalakjának általa adott magyarázatát  "tapar us", azaz "szabír ős" alakban, amely valóban az Istenre utal. A magyarság régi neve ugyanis a szabír volt, s Patkanov szerint Szibériában a szabírokat tapar néven emlegették, ami földrajzi nevekben is fennmaradt. A jel képi tartalma az égig érő fa (a Tejút) ábrázolása, amelynek hasadékában karácsonykor a Nap kél, s amelynek csúcsán a palotája található. Berze Nagy János említi, hogy a magyar ősvallás szerint az égigérő fa azonos az Istennel. A tprus jel megfelelői megtalálhatók veleméri sindün, dobronaki hímestojáson és anaszazi sziklarajzon is. Vékony Gábor és Máté Zsolt szintén szójelnek (a latin temporus "korábban" szó jelének) tartják a "tprus" jelet, ez a feloldás azonban nem tartható. Máté Zsolt az "nt/tn" (Ten) jellel összefüggésben kialakultnak gondolja a "tprus" jelet, s ebben igaza lehet - mert mindkét jel az égigérő fát ábrázolja. Azonban Máté Zsolt nem veszi figyelembe, hogy a Nikolsburgi ábécé sorvezetése jobbról balra halad, ezért a temporus hangalakról és a "korábban" jelentésről alkotott hipotézise téves. Szekeres István megtalálta a "tprus" jel megfelelőjét a kínai "következő nemzedék" jelben, azonban ez alapján a székely jelet tévesen a tiprós jeleként magyarázta. A kínai jel jelentésváltozatának az ősvallás adja meg a pontosabb magyarázatát. Az ősvallás szerint ugyanis az égigérő fa azonos az Istennel, akitől származunk - aki tehát az ősünk. Ez a származás úgy történik, hogy a születendő gyermekek lelkei a fa ágain honolva várják a megszületésüket. E hiedelem magyarázza meg, hogy az egyaránt fát ábrázoló jeleknek miképpen lehet a jelentése a székely írásban tapar us "szabír ős", a kínaiban pedig "következő nemzedék". Antal Csaba egy új megoldással állt elő a ’9’ latin rövidítő jellel és a ’tprq’ betűsorral jelölt rovásjelek értelmezésével kapcsolatban. Szerinte, mivel az ’usz’ fogalomjel hangzósításához használt 9 rövidítő jel és a ’tprq’ betűsor utolsó betűjének a formája nem egyezik, a különböző alakú írásjegyek nem lehetnek azonos hangértékűek. Tehát a ’9’ rövidítő jel az ’élet forrása’ jelentéssel rendelkező ’usz’ szót jelöli, a ’q’ betű viszont veláris vagy mély ’k’ hangot, ami valójában a ’kú’ hangcsoport írásjegye. Mindezek alapján és az általa bemutatott nyelvi- valamint a magyar néphagyományban megőrződött párhuzamokat is figyelembe véve, arra a következtetésre jutott, hogy a nikolsburgi ábécé ’tprq’ betűsora, a hétágú fának a néphagyományaink által megőrződött nevét rejti, melynek feloldása az írástörténeti szempontokat is figyelembe véve ’tepere reku’, azaz „terebélyes lombos (fa)” vagy „terebélyes virágzó (fa)”.   
Az "nt/tn" (Ten) szójel egy ligatúra, amely az "n"-ből és a "t"-ből keletkezett. Isten szavunk második szótagját, az Isten "ős Ten" eredeti nevét jelöli. Ezt a jelet találjuk az énlakai unitárius templom mennyezetkazettáinak sarkában, valamint több sztyeppei és ókori nép jelkincsében is.
"Us", "ek","ak". Vékony Gábor semmivel sem támasztja alá azt, hogy a székely írás fenti jelei idegen eredetűek lennének. (Az elvégzett akrofónia-rekonstrukciók rendre magyar szavakat eredményeztek, ami azt jelenti, hogy ezeket a jeleket a magyar nép alkotta meg). Csupán az bizonyos, hogy a székely írás jeleinek megfelelői nagyon sok jelrendszerben megtalálhatók. Ezek a párhuzamok az 1993-ban elvégzett matematikai valószínűségszámítás szerint a genetikus kapcsolat bizonyítékai. Ezért a hasonló jeleket rokon jeleknek kell tekinteni, de a Vékony Gábor által feltett átadási irányt semmi sem bizonyítja. A felsorolt három jel Eurázsia és Amerika sok írásemlékén megtalálható és a figyelmen kívül hagyásuk valóban indokolatlan, amikor a jelek és a székely írás történetét meg akarjuk írni.

#### A Nikolsburgi ábécé jelsorrendje
A nikolsburgi ábécé látszólag és alapvetően a latinos jelsorrendet követi, amelyet a latin írásról neveztek el, de sokkal korábbi magánál a latin ábécénél. A legkorábbi ábécé, amely ebben a latinos sorrendben közli a jeleit, az ugariti ékírásos ábécé. Az a tény tehát, hogy a nikolsburgi ábécé jelsorrendje a latinos sorrendű jelsorok közé tartozik, nem jelent latin hatást. A nikolsburgi jelsorrend sajátossága, hogy legközelebbi párhuzama az említett ugariti jelsorrend. Azaz a nikolsburgi ábécé jelsorrendje korábbi, mint a latin ábécé. Ez a nikolsburgi jelsorrend hasonlít a kazár ábécé jelsorrendjéhez is, amely nem lehet türk eredetű, mert az ótürk ábécé részben ismert sorrendje (mint azt Vékony Gábor említi) nem a latinos jelsorrendet követi. Ebből az következik, hogy a nikolsburgi ábécé (és a székely írás) nem származhat az ótürk írásból, de megőrzött egy közel négyezer éves hagyományt. Varga Géza derítette ki, hogy a jelsorrend forrása az ősvallási jelhagyomány értékítélete Azok az ősvallási jelek kerültek a jelsor elejére, amelyeknek nagyobb volt az ősvallási jelentősége. Ezért vannak a jelsor elején az "a" (anya, Enéh), a "b" (Bél, fiú) és a "d" (Du/Dana, Ten főisten) jelek. Hasonló értékítélet tükröződik a csukcs szójelek sorában is. Azaz a nikolsburgi ábécé egy több évezredes jelsorrendet őrzött meg.
A székely írás későbbi ábécéi eltérnek a nikolsburgi ábécé jelsorrendjétől, mert nem vegyesen sorolják fel a betűket a szó- és szótagjelekkel, hanem külön csoportokban. Már nem az eredeti jelsorrendet, hanem a latin íráson pallérozódott "tudós" szokásokat követik, azaz nem a székely írás jelsorai, csupán a székely betűk felsorolásai a latin írás sorrendjének megfelelően.

## Általában a témáról
- Székely rovásírás linkgyűjtemény
- Írástudomány linkgyűjtemény
- Dr. Hosszú Gábor: Interjú a Magyar Katolikus Rádió Nyelvédesanyánk c. műsorában, szerkesztő: Gyarmathy Dóra, 2012. november 18. 15.00, a felvételen 13:50-nél kezdődik az interjú.
- Dr. Hosszú Gábor: A számítógépes paleográfia haszna., Interjú a Magyar Rádió Határok nélkül c. műsorában, 2012. július 10, az első 1:30 perc.[halott link]
- Varga Géza: A székely rovásírás teljesebb (a hieroglifikus változatot is tartalmazó) leírása